# Marc Gasol i Sàez
Marc Gasol i Sáez (Barcelona, 29. siječnja 1985.) španjolski je profesionalni košarkaš. Igra na poziciji centra, a trenutačno je član NBA momčadi Memphis Grizzliesa. Izabran je u 2. krugu (48. ukupno) NBA drafta 2007. od strane Los Angeles Lakersa. Marc je mlađi brat Lakersovog krilnog centra Pau Gasola.

## Karijera

### Europa
Kao tinejdžer, Gasol je živio u SAD-u, gdje je nastupao za srednju školu "Lausanne Collegiate School of Memphis". Međutim, nakon završetka srednje škole vratio se je u Španjolsku. Njegov prvi klub bilo je španjolski prvoligaš FC Barcelona, ali kasnije je prešao u redove Akasvayu Girone. U Gironi je proveo dvije sezone, a posljednjoj sezoni postizao je prosječno 16,2 koša i 8,3 skokova po utakmici. Bio je izabran i za najkorisnijeg igrača španjolskog prvenstva 2008.

### NBA
Izabran je u 2. krugu (48. ukupno) NBA drafta 2007. od strane Los Angeles Lakersa. U veljači 2008., prava na njega predali su Memphisu u velikoj zamjeni u kojoj je njegov brat Pau završio u Lakersima. 3. srpnja 2008., Gasol je potpisao trogodišnji ugovor za Memphis Grizzliese.
U listopadu 2008., Gasol je zabilježio je učinak od 10+ poena u 10 odigranih utakmica zaredom. Tijekom sezone je iz igre gađao s 53 % uspješnosti, čime je postao najprecizniji strijelac iz igre u povijesti kluba osnovanog 1995. godine u Vancouveru. Skinuo je upravo rekord starijeg brata, koji je iz igre gađao s 51.8% uspješnosti tijekom sezone 2001./02., također njegove debitantske.

## Španjolska reprezentacija
Marc je član španjolske košarkaške reprezentacije. S reprezentacijom je osvojio zlatnu medalju na Svjetskom prvenstvu u Japanu 2006., srebrnu medalju na Europskom prvenstvu u Španjolskoj 2007., srebrnu medalju na Olimpijskim igrama u Pekingu 2008. te zlatnu medalju na Europskom prvenstvu u Poljskoj 2009. godine.  

## NBA statistika

#### Regularni dio
| Godina    | Klub    | Odig. uta. | Uta. poč. | Min. | 2P%  | 3P%  | Sl. bac.% | Skok. | Asist. | Ukr. lop. | Blok. | Poena |
| --------- | ------- | ---------- | --------- | ---- | ---- | ---- | --------- | ----- | ------ | --------- | ----- | ----- |
| 2008./09. | Memphis | 82         | 75        | 30.7 | .530 | .000 | .733      | 7.4   | 1.7    | .8        | 1.1   | 11.9  |
| Ukupno    |         | 82         | 75        | 30.7 | .530 | .000 | .733      | 7.4   | 1.7    | .8        | 1.1   | 11.9  |

## Zanimljivosti
Srednja škola Lausanne u Memphisu, koju je Marc pohađao od 2001. do 2003. godine, umirovila je njegov dres s brojem 33.Radi se o prvom takvom iskazivanju počasti u povijesti škole, u čijoj je momčad Marc ostavio neizbrisiv trag. Tijekom dviju godina igranja za Lausanne, španjolski je centar postizao 26 koševa uz 13 skokova i šest blokada prosječno po utakmici.

## Vanjske poveznice
- Profil na NBA.com
- Profil  Arhivirana inačica izvorne stranice od 4. siječnja 2010. (Wayback Machine) na Eurocup
- Profil[neaktivna poveznica] na Basketpedya.com
- Profil  Arhivirana inačica izvorne stranice od 28. rujna 2012. (Wayback Machine) na FIBA.com